# Juan José Obando
Juan José Obando (Santa Fe, 1790 - octubre de 1822) fue un militar argentino, que participó en las guerras civiles como jefe de los federales disidentes de la provincia de Santa Fe.

## Biografía
Desde joven fue soldado de las milicias provinciales de la custodia de su ciudad. En julio de 1816, al estallar la revolución contra el Directorio, cuyo representante militar en esa provincia era el general Eustoquio Díaz Vélez, combatió como capitán de infantería del lado de los rebeldes, secundando al caudillo Mariano Vera. Ayudó a Vera a llegar al gobierno, y este le dio el grado de mayor; comandó el cuerpo de infantería de la capital, en general formado por soldados de raza negra.
Dos años más tarde, cuando se alzó la oposición contra Vera, Obando dirigió la resistencia militar contra sus adversarios. En medio de sucesivas manifestaciones de oposición y apoyo a su gestión, Vera renunció a su cargo y pasó a la provincia de Entre Ríos. El gobierno fue ocupado por Estanislao López, que ofreció a Obando un alto cargo militar, pero este se retiró con unos cuantos leales a Entre Ríos.
Fue arrestado por orden de Francisco Ramírez, pero a las pocas semanas este le permitió pasar a San Nicolás de los Arroyos. Allí formó una montonera con los exiliados santafesinos, aunando a los que habían huido al caer Díaz Vélez con los que lo habían hecho por seguir a Vera. Participó del lado del Directorio durante el siguiente año y medio de guerra civil entre Buenos Aires y provincia de Santa Fe.
A fines de 1819, Ramírez dirigió una invasión a la provincia de Buenos Aires, sorprendiendo antes a Obando en Pergamino. Y justo antes de la batalla de Cepeda, al año siguiente, también fueron dispersadas sus fuerzas en Pergamino.
A órdenes de Dorrego – que lo ascendió al grado de coronel – la campaña contra Santa Fe, participando en la batalla de Gamonal. Más tarde pasó a Buenos Aires, donde estuvo preso seis meses, por razones no muy claras.
A mediados de 1821 pasó a Entre Ríos, y se puso a órdenes de López Jordán, combatiendo al gobernador Lucio Norberto Mansilla. Derrotados en el combate de Gená, ambos terminaron refugiados en Paysandú.
A principios del año siguiente, estaba en Gualeguaychú, de donde lo expulsó el representante del gobernador, Tomás García de Zúñiga, por sospechoso de tramar una revolución. Pero logró reunirse con el coronel Piris, junto al cual se alzaron contra Mansilla en Paraná. El gobernador logró vencerlos con facilidad; Piris resultó muerto, mientras Obando fue tomado preso.
Fue enviado a la cárcel en Santa Fe. Allí estaba cuando fue a buscarlo el exministro Cosme Maciel, para que se pusiera al frente de una revolución contra López. Pero el caudillo ya estaba sobre aviso, y los soldados que debían ponerlo en libertad fueron rechazados. De inmediato, López firmó su sentencia de muerte.
Murió fusilado en Santa Fe, en octubre de 1822.